# 5511-es mellékút (Magyarország)
Az 5511-es mellékút egy csaknem 16 kilométeres hosszúságú, négy számjegyű mellékút Csongrád-Csanád vármegye délnyugati részén; Mórahalomtól húzódik Ásotthalomig, főleg a két település lakott külterületeit feltárva.

## Nyomvonala
Mórahalom központjában ágazik ki az 5512-es útból, annak a 10+100-as kilométerszelvénye közelében, délnyugat felé. Kezdeti szakasza a Kissori út nevet viseli, így lép ki a belterületről, nagyjából 1,2 kilométer után. 11,6 kilométer megtételét követően kiágazik belőle délkeleti irányban az 55 124-es számú mellékút, a város országhatár menti külterületei felé, 4,7 kilométer után pedig átlép Ásotthalom határai közé.
Az 5.és 6. kilométerei közt áthalad Ásotthalom Kissor nevű külterületi településrészén, 9,3 kilométer után pedig eléri legdélebbi pontját, ahol északnyugati irányba fordul; ugyanott kiágazik belőle dél felé az 55 126-os számú mellékút, mely az országhatárig vezet. A 11+850-es kilométerszelvényénél újabb mellékút ágazik ki belőle, ez délnyugat felé indul és az 55 123-as számozást viseli. 14,9 kilométer után éri elé Ásotthalom belterületét, ahol a Köztársaság utca nevet veszi fel, és hamarosan véget is ér, beletorkollva az 5509-es útba, annak 2+450-es kilométerszelvényénél.
Teljes hossza, az országos közutak térképes nyilvántartását szolgáló kira.gov.hu adatbázisa szerint 15,782 kilométer.

## Települések az út mentén
- Mórahalom
- Ásotthalom